# Hayashio (tàu khu trục Nhật)
Hayashio (tiếng Nhật: 早潮) là một tàu khu trục hạng nhất của Hải quân Đế quốc Nhật Bản thuộc lớp Kagerō đã phục vụ tại Mặt trận Thái Bình Dương trong Chiến tranh Thế giới thứ hai.
Vào ngày 24 tháng 11 năm 1942, Hayashio bị máy bay ném bom Không lực Mỹ tấn công và bị hư hại. Sau khi những người còn sống sót đã rời tàu, nó bị phóng ngư lôi đánh chìm trong vịnh Huon, ở tọa độ 07°0′N 147°30′Đ / 7°N 147,5°Đ.
Hayashio được rút khỏi danh sách Đăng bạ Hải quân vào ngày 24 tháng 12 năm 1942